# Мејбел Лозано
Мејбел Лозано (енгл. Mabel Lozano; Толедо, 28. децембар 1967) је шпанска списатељица, манекенка, филмска редитељка, филмска и телевизијска глумица и активисткиња у одбрани женских права. У свом раду осуђује сексуалну експлоатацију жена кроз проституцију и трговину људима.
Године 2021. је добила награду Гоја за најбољи кратки документарни филм Biografía del cadáver de una mujer.

## Биографија

### Младост
Рођена је 28. децембра 1967. у Толеду. Преселила се у Мадрид где је дошла у контакт са светом моде, живећи у Јапану, Паризу и Милану. По повратку у Шпанију постала је популарна када је почела да ради на телевизији.

### Каријера
Била је водитељка TVE програма Noche de Fiesta 1999. године, заједно са Мигелом Анхелом Тобијасом, 2000. је заменила Хункал Риверо. Представљала је њихове новогодишње специјале, као замена Норме Дувал од 1999. до 2003. Делила је представничке дужности са Рамоном Гарсијом, Хункал Ривером, Маријом Хосе Суарез, Нуријом Роком и Андонијем Ферењом.
Године 2007. је направила заокрет у каријери. Дипломирала је филмску режију и магистрирала социјални филм и људска права на Универзитету у Голвеју. Започела је каријеру документарца за људска права пишући и режирајући свој први дугометражни документарни филм Voices against trafficking in women, снимљен у Румунији, Молдавији и Шпанији, у којој је осудила куповину и продају жена и девојака у сврху сексуалне експлоатације. Филм је коришћен за обуку органа за спровођење закона и јавног тужилаштва.
Од тада, поред кратких филмова и спотова, снимила је и друге дугометражне документарне филмове: La teoría del espiralismo 2009. са пет параолимпијских спортиста, Las sabias de la tribu 2010. као почаст генерацијама послератних жена које су се бориле за своја права и Madre 2012, документарац о мајчинству у 21. веку. Године 2014. је објавила кратки филм Las mujeres que triunfan о успеху жена старијих од четдесет и пет година.

### Награде и признања
Године 2015. је објавила документарни филм Chicas nuevas 24 horas о трговини и сексуалној експлоатацији жена између Аргентине, Колумбије, Парагваја, Перуа и Шпаније. Номинован је за награду Гоја и Platino Ibero-American Film.
Године 2018. је представила El proxeneta. Paso corto, mala leche, истиниту причу у првом лицу трговца женама кроз коју подстиче еволуцију проституције и трговине људима у Шпанији од 1980-их. Написала је нефикцијски роман са истом причом који је освојио награду Родолфо Волш.
Године 2021. је освојила награду Гоја за кратки документарни филм Biografía del cadáver de una mujer. Маја 2021. је представила спот за кампању „Ако плаћаш, злостављаш” како би одвратила младе од плаћања секса. Промовисао га је Generalitat Valenciana у оквиру Форума за укидање проституције.
Чланица је Удружења филмских стваралаца и аудиовизуелних медија.

### Приватни живот
На свом Инстаграм налогу је 19. априла 2020. саопштила да је била подвргнута хитној операцији рака дојке, дијагностикованог у марту.

## Филмографија

### Редитељ
| Година | Филм                               |
| ------ | ---------------------------------- |
| 2014.  | Las mujeres que triunfan           |
| 2015.  | Chicas nuevas 24 horas             |
| 2017.  | El proxeneta                       |
| 2020.  | Biografía del cadáver de una mujer |

### Биоскоп
| Година | Филм                       | Редитељ                 |
| ------ | -------------------------- | ----------------------- |
| 2004.  | Tiovivo c. 1950            | Хосе Луис Гарси         |
| 2002.  | Navidad en el Nilo         | Нери Паренти            |
| 2001.  | Corazón de bombón          | Алваро Саенс де Ередија |
| 1999.  | París-Tombuctú             | Луис Гарсија Берланга   |
| 1999.  | ¡Mamá, preséntame a papá!  |                         |
| 1998.  | Una pareja perfecta        | Франческ Бетрију        |
| 1998.  | Grandes ocasiones          | Фелипе Вега             |
| 1997.  | Al límite                  | Едуардо Кампој          |
| 1995.  | Dile a Laura que la quiero | Хосе Мигел Хуарез       |
| 1992.  | Vivir por nada             | Хавијер Сакристан       |

## Телевизија
| Година     | Серија                        | Улога    |
| ---------- | ----------------------------- | -------- |
| 2005.      | Lobos                         | Палома   |
| 2004.      | La sopa boba                  | Патрициа |
| 2003.      | Código fuego                  | Марга    |
| 2000—2001. | La ley y la vida              | Кармино  |
| 1996—2000. | La casa de los líos           | Мари Луз |
| 1994.      | Vecinos                       |          |
| 1993—1996. | Los ladrones van a la oficina | Рејм     |

## Програми
| Година                                                 | Серија                  | Улога     |
| ------------------------------------------------------ | ----------------------- | --------- |
| 2011—                                                  | El ojo del tigre        | Сарадница |
| 2011—                                                  | TDT: Te damos la tarde  | Сарадница |
| 2007—2011.                                             | Noche sensacional       | Домаћица  |
| 2003, 2004, 2006, 2007,2008, 2009, 2010, 2011. и 2013. | Pasapalabra             | Помоћница |
| 1998, 2001. и 2006.                                    | Furor                   | Сарадница |
| 2002.                                                  | Con la primera al 2003  | Домаћица  |
| 2001.                                                  | Con la primera al 2002  | Домаћица  |
| 2000.                                                  | Con la primera al 2001  | Домаћица  |
| 2000.                                                  | Humor se escribe con H  |           |
| 1999. и 2000.                                          | Telepasión espYearla    | Сарадница |
| 1999.                                                  | Con la primera al 2000  | Домаћица  |
| 1999.                                                  | Noche de fiesta         | Домаћица  |
| 1997.                                                  | Navidades en Series     | Домаћица  |
| 1996. и 1997.                                          | Grand Prix              | Кума      |
| 1991—1992.                                             | La ruleta de la fortuna | Домаћица  |

## Публикације
- El Proxeneta (2018)
- PornoXplotación: La explosión de la gran edición de nuestros tiempos (2020)

## Награде и признања
- 2009: Награда филмског фестивала у Малаги – Крст за заслуге националне полиције.[20]
- 2013: Награда Participando Creamos espacios de Igualdad у категорији уметност и култура од Савета жена општине Мадрид.[21]
- 2015: Награда Аванзадорас Oxfam Intermon-а.[22][23]
- 2016: Амнести интернашонал – ABCyCine награда,[24] Латинска златна награда[25] и награда за лик.[26]
- 2017: Почасни грађанин Градског већа Толеда.[27]
- 2018: Награда Родолфо Волш за најбољи нефикцијски криминалистички роман 2017. написан El proxeneta на шпанском језику који приповеда о животу власнице једног од највећих бордела у Шпанији.[28][29]
- 2018: Награда за најбољи активистички сценарио 2018. од Федерације прогресивних жена.[30]
- 2021: Награда Гоја за кратки документарни филм Biografía del cadáver de una mujer.[16][31]
- 2021: Награда Comadre de Oro од La Tertulia Feminista 'Les Comadres' као признање „за њене трајне и неуморне напоре да осветли трагичне животе проституисаних жена и девојака које друштво заборавља, осуђујући својим радом трговце женама, порнографију и проституцију”.[32]
- 2021: Цивилна гарда ју је одликовала Орденом заслуга за њен рад против трговине људима.[33]
- 2021: EVAP награда за интегритет од Удружења пословних жена и професионалаца Валенсије.[34][35]
- 2021: Награда Франсиска де Педраса против родног насиља од Удружења прогресивних жена Алкала де Хенарес.